# مسابقات جهانی استقامتی
‌مسابقات قهرمانی جهانی استقامتی فیا که به اختصار WEC نامیده می‌شود مسابقات جهانی اتومبیلرانی است که توسط باشگاه اتومبیلرانی غرب برگزار می‌شود و توسط فدراسیون بین‌المللی اتومبیلرانی فیا تأیید شده است.

## تاریخچه
مسابقات قهرمانی استقامتی جهان اولین بار در سال ۲۰۱۲ به عنوان جایگزینی برای مسابقات جام بین‌المللی لمانز برگزار شد.
در هر فصل از مسابقات جهانی استقامتی هشت مسابقه در سراسر جهان از جمله مسابقات ۲۴ ساعته لمانز برگزار می‌شود.
در اوایل تشکیل این مسابقات چهار کلاس مختلف خودرو وجود داشت نمونه‌های اولیه لمانز پروتوتایپ ۱ و لمانز پروتوتایپ ۲ به همراه خودروهای گرند تورینگ که به دو دسته آماتور و حرفه‌ای تقسیم می‌شدند.
در مواجهه با عدم علاقه سازندگان و تیم‌ها، کلاس لمانز پروتوتایپ ۱ از فصل ۲۰۱۷ و پس از مطالعه ای برای قوانین کلاس جدید از مسابقات کنار گذاشته شد.

بعد از بازبینی مقررات و قوانین حداقلی کلاس لمانز پروتوتایپ ۱ کمیته برگزاری و فدراسیون بین‌المللی اتومبیل‌رانی تصمیم به تشکیل کلاس جدیدی به نام لمانز هایپرکار گرفتند.
دلیل این کار دور شدن از کلاس لمانز پروتوتایپ و به کارگیری بیشتر خودروهای هیبرید بود.
همچنین کمیته برگزاری امیدوار بود با این کلاس جذابیت بیشتری نیز به مسابقات افزوده شود.

اولین خودرو های این کلاس در سال ۲۰۲۱ توسط تویوتا، آلپین و گلیکنهاوس رونمایی شد. اسم این کلاس ال ام اچ یا لمانز هایپرکار گذاشته شد.
از سال ۲۰۲۳ کلاس ال ام دی اچ (لمانز دیتونا هایپرکار) نیز اجازه حضور دائمی در مسابقات جهانی استقامتی را گرفت،
این کلاس در مسابقات قهرمانی خودروهای ورزشی ایمسا با نام جی تی پی شناخته می‌شوند.
در سال ۲۰۲۱ اعلام شد دو کلاس لمانز جی تی ای (LMGTE) از مسابقات و فصل ۲۰۲۳ کنار گذاشته خواهد شد و تک کلاس جدیدی با نام لمانز جی تی ۳ وارد مسابقات خواهد شد.
دلیل این کار ورود بیشتر تیم‌ها، کمتر کردن هزینه و رقابت بیشتر اعلام شد.
دلیل اضافه شدن کلاس لمانز جی تی ۳، کیت بدنه مقرون به صرفه و به کار گرفتن خودروهای جی تی ۳ توصیف شد.

## کلاس بندی مسابقات
کلاس‌های مسابقات جهانی استقامتی از سال و فصل ۲۰۲۳ به دو کلاس هایپر کار و لمانز جی تی ۳ تشکیل شده است. همچنین کلاس لمانز پروتوتایپ ۲ در تک مسابقه ۲۴ ساعته لمانز حضور دارد.

لوگو کلاس لمانز پروتوتایپ ۲ در سال ۲۰۲۴

### هایپر کار
همه خودروهای هایپر کار دارای قوانین و ویژگی‌های یکسانی هستند که باعث می‌شود رقابت در یک زمین یکسان برگزار شود.
اکثر تیم‌ها توسط خود سازندگان کنترل و هدایت می‌شوند ولی سازندگانی مثل پورشه ۹۶۳ نیز دارای مشتری هستند.
خودروهای کلاس هایپر کار دارای وزن حداقلی ۱۰۳۰ کیلوگرمی، ۶۷۱ اسب بخار هستند.
پس از شروع فصل تیم‌ها قادر به تغییر در خودروها نیستند و تنها با دریافت تراز عملکردی که با نام BoP شناخته می‌شود به رقابت می‌پردازند.
تراز عملکردی که توسط مقامات برگزاری به تیم داده می‌شود برای مسابقه دادن یکسان و سطع یکسان رقابت است که با بالا و پایین آوردن قدرت خودرو و وزن خودرو انجام می‌شود.
تراز عملکردی تنها در کلاس هایپر کار به کار گرفته می‌شود.
تیم‌ها توسط کمیته برگزاری مسابقات از اظهار نظر عمومی دربارهٔ تراز عملکردی منع شده‌اند تا حاشیه برای تیم ضعیف تر به وجود نیاید.

لوگو کلاس هایپر کار

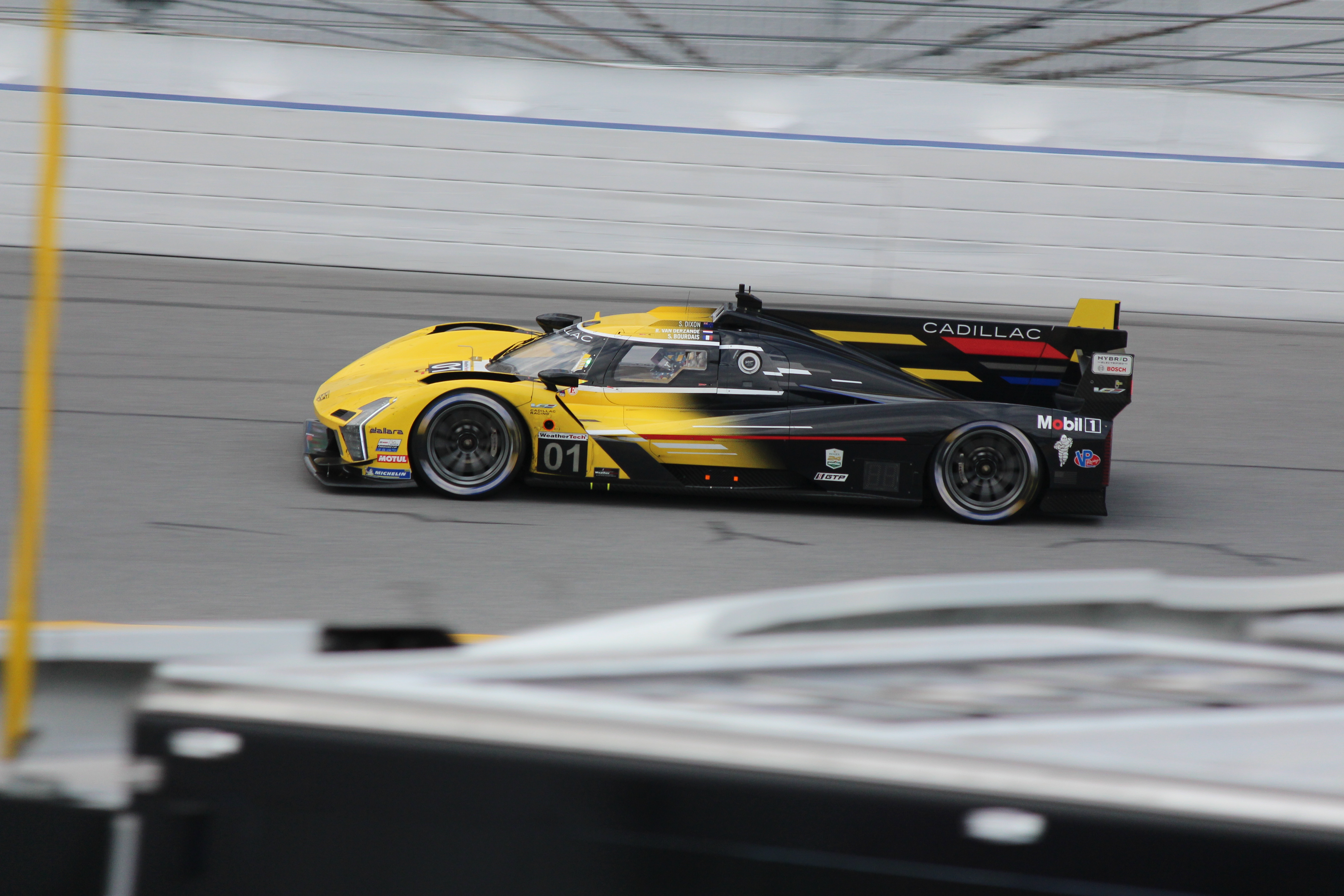
خودرو کادیلاک وی سریز آر در مسابقه ۲۴ ساعته دیتونا از سری مسابقات خودروهای ورزشی ایمسا

### لمانز جی تی ۳

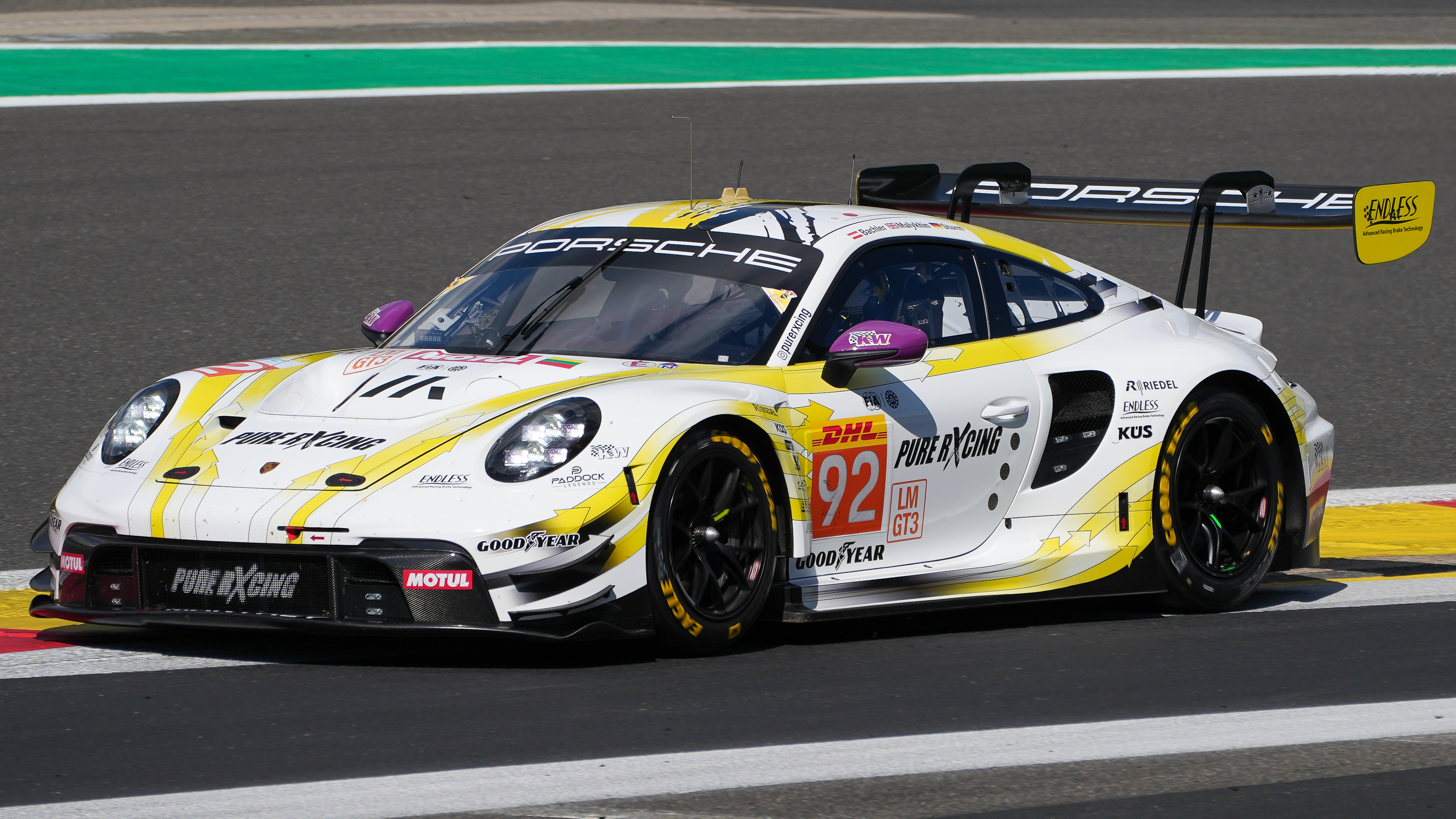
خودرو پورشه ۹۱۱ جی تی ۳، مسابقه ۶ ساعت اسپا

## نگارخانه

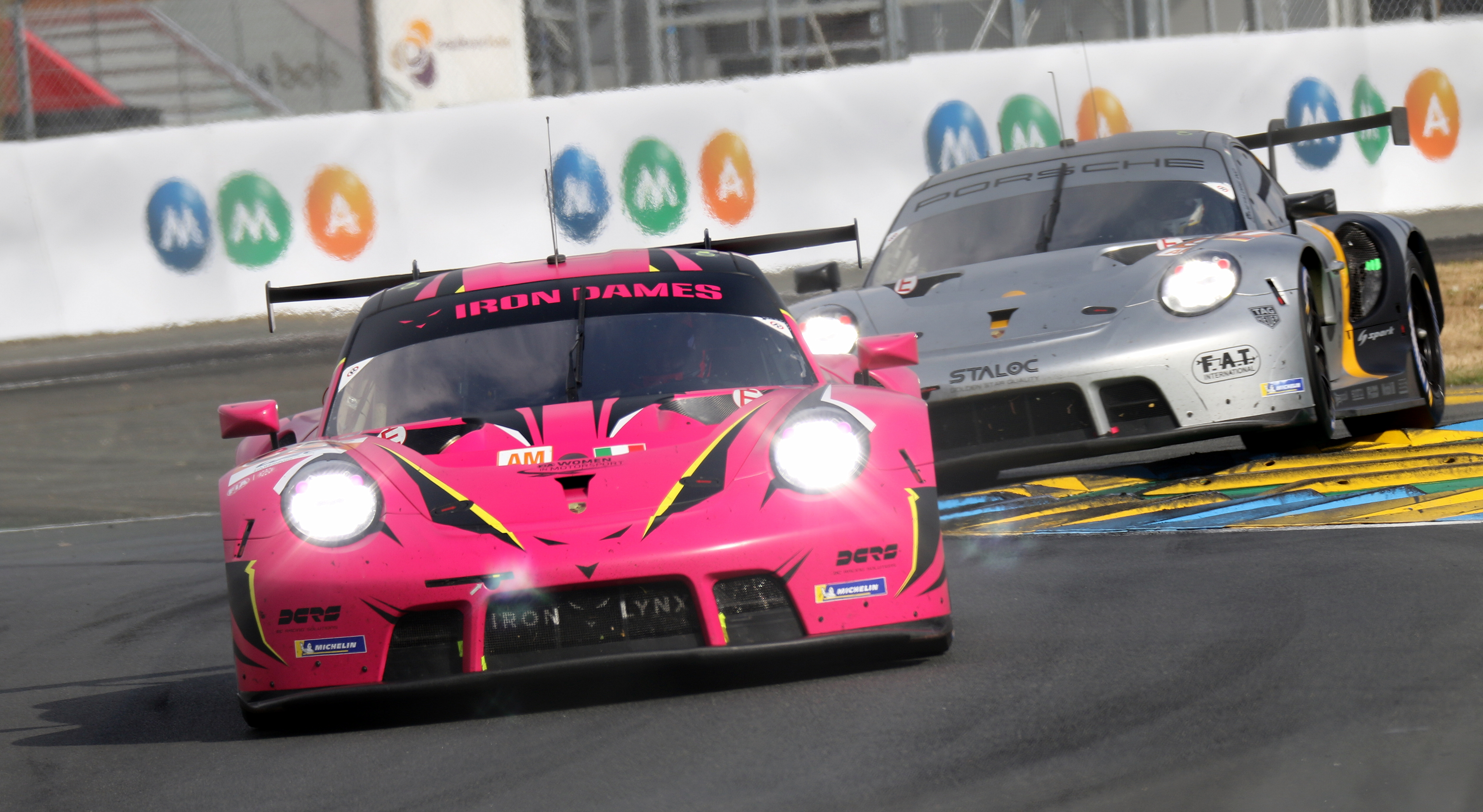
پورشه ۹۱۱ آر اس آر، تیم آیزون دیمس، لمانز ۲۴ ساعت ۲۰۲۳

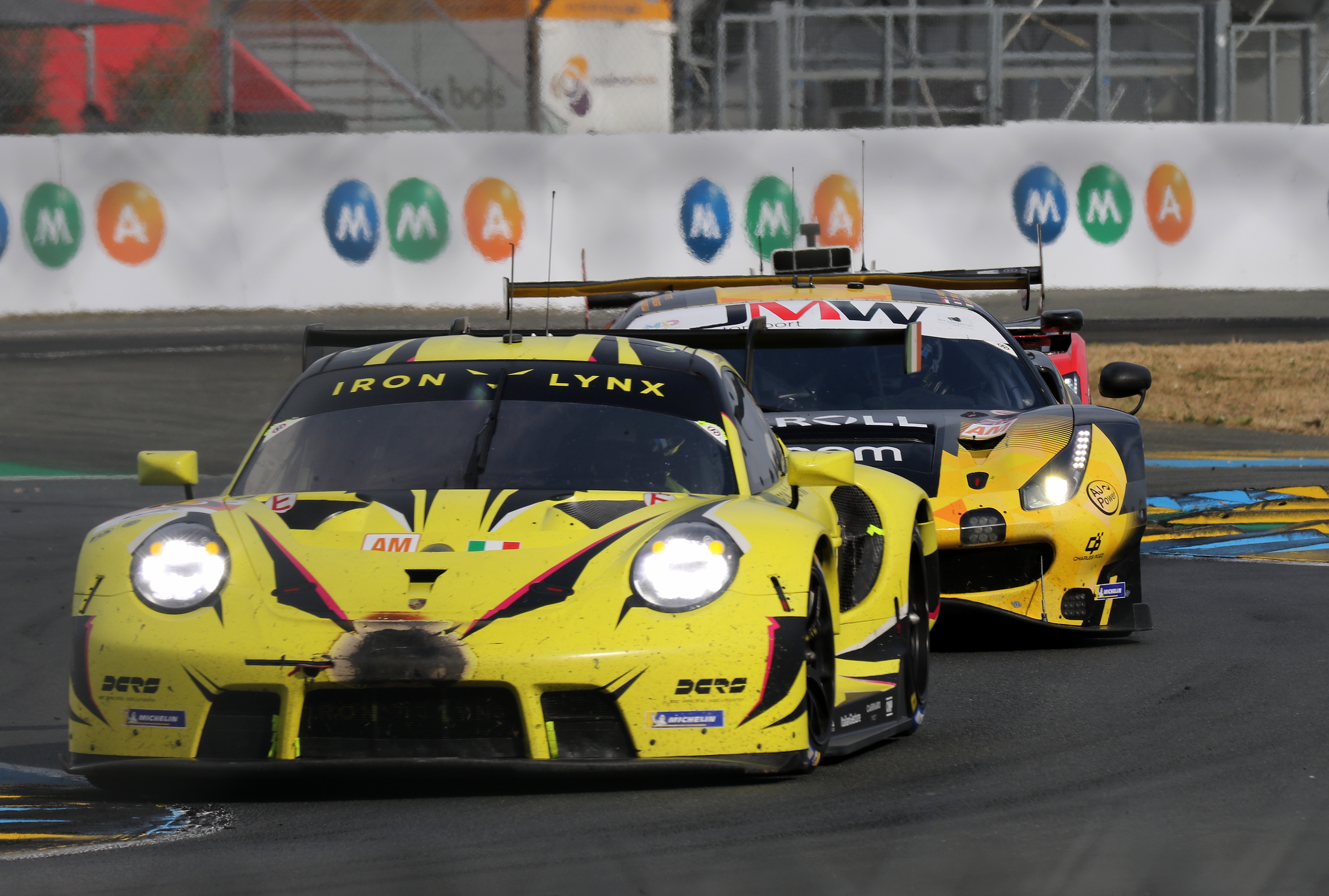
پورشه ۹۱۱ ار اس ار، تیم آیرون لینکس، لمانز ۲۴ ساعت ۲۰۲۳

## مسابقات

### مسابقات کنونی (۲۰۲۴)
| مسابقه                 | پیست‌ها               | فصل                                              |
| ---------------------- | -------------------- | ------------------------------------------------ |
| قطر ۱۸۱۲ کیلومتر       | پیست بین‌المللی لوسیل | ۲۰۲۴                                             |
| ایمولا ۶ ساعت          | پیست ایمولا          | ۲۰۲۴                                             |
| ۶ ساعت اسپا فرانکورچمپ | پیست اسپا-فرانکورشان | ۲۰۱۲–هم‌اکنون                                     |
| لمانز ۲۴ ساعت          | پیست لا سارت         | ۲۰۱۲–هم‌اکنون                                     |
| ۶ ساعت سائوپائولو      | پیست ژوزه کارلوس پیس | ۲۰۱۲–۲۰۱۴, ۲۰۲۴                                  |
| ۶ ساعت کوتا آمریکا     | پیست آمریکاس         | ۲۰۱۳–۲۰۱۷, ۲۰۲۰, ۲۰۲۴                            |
| ۶ ساعت فوجی            | فوجی اسپیدوی         | ۲۰۱۲–۲۰۱۹, ۲۰۲۲–هم‌اکنون                          |
| ۸ ساعت بحرین           | پیست بین‌المللی بحرین | ۲۰۱۲–۲۰۱۷, ۲۰۱۹– هم‌اکنون (دو مسابقه در سال ۲۰۱۹) |

### مسابقات گذشته
| مسابقه             | پیست                   | فصل‌ها           |
| ------------------ | ---------------------- | --------------- |
| و ۶ ساعت شانگهای   | پیست بین‌المللی شانگهای | ۲۰۱۲–۲۰۱۹       |
| و ۶ ساعت سیلورستون | پیست سیلورستون         | ۲۰۱۲–۲۰۱۹       |
| ساعت مکزیکو        | پیست هرمانوس رودریگز   | ۲۰۱۶–۲۰۱۷       |
| ۶ ساعت مونزا       | پیست ناتزیوناله مونتزا | ۲۰۲۱–۲۰۲۳       |
| ۶ ساعت نوربرگ‌رینگ  | نوربرگرینگ             | ۲۰۱۵–۲۰۱۷       |
| ۶ ساعت پورتیمائو   | پیست بین‌المللی آلگاروه | ۲۰۲۲, ۲۰۲۳      |
| ۱۰۰۰ مایل سیبرینگ  | پیست بین‌المللی سیبرینگ | ۲۰۱۹, ۲۰۲۲–۲۰۲۳ |
| ۱۲ ساعت سیبرینگ    | پیست بین‌المللی سیبرینگ | ۲۰۱۲            |

## سیستم امتیازدهی
| مدت زمان  | اول | دوم | سوم | چهارم | پنجم | ششم | هفتم | هشتم | نهم | دهم | پل‌پوزیشن |
| --------- | --- | --- | --- | ----- | ---- | --- | ---- | ---- | --- | --- | -------- |
| ۶ ساعت    | ۲۵  | ۱۸  | ۱۵  | ۱۲    | ۱۰   | ۸   | ۶    | ۴    | ۲   | ۱   | ۱        |
| ۸–۱۰ ساعت | ۳۸  | ۲۷  | ۲۳  | ۱۸    | ۱۵   | ۱۲  | ۹    | ۶    | ۳   | ۲   | ۱        |
| ۲۴ ساعت   | ۵۰  | ۳۶  | ۳۰  | ۲۴    | ۲۰   | ۱۶  | ۱۲   | ۸    | ۴   | ۲   | ۱        |